# NGC 7490
NGC 7490 est une vaste galaxie spirale située dans la constellation de Pégase. Sa vitesse par rapport au fond diffus cosmologique est de 5 876 ± 24 km/s, ce qui correspond à une distance de Hubble de 86,7 ± 6,1 Mpc (∼283 millions d'al). NGC 7490 a été découverte par l'astronome français Édouard Stephan en 1879. Elle fut également découverte indépendamment par l'astronome américain Edward Holden le 21 juin 1881.
La classe de luminosité de NGC 7490 est II-III et elle présente une large raie HI. Selon la base de données Simbad, NGC 7490 est une galaxie candidate au titre de galaxie active.
En raison d'une brillance de surface égale à 14,42 mag/am2, on peut qualifier NGC 7490 de galaxie à faible brillance de surface (LSB en anglais pour low surface brightness). Les galaxies LSB sont des galaxies diffuses (D) avec une brillance de surface inférieure de moins d'une magnitude à celle du ciel nocturne ambiant.